# Dorper Kirche

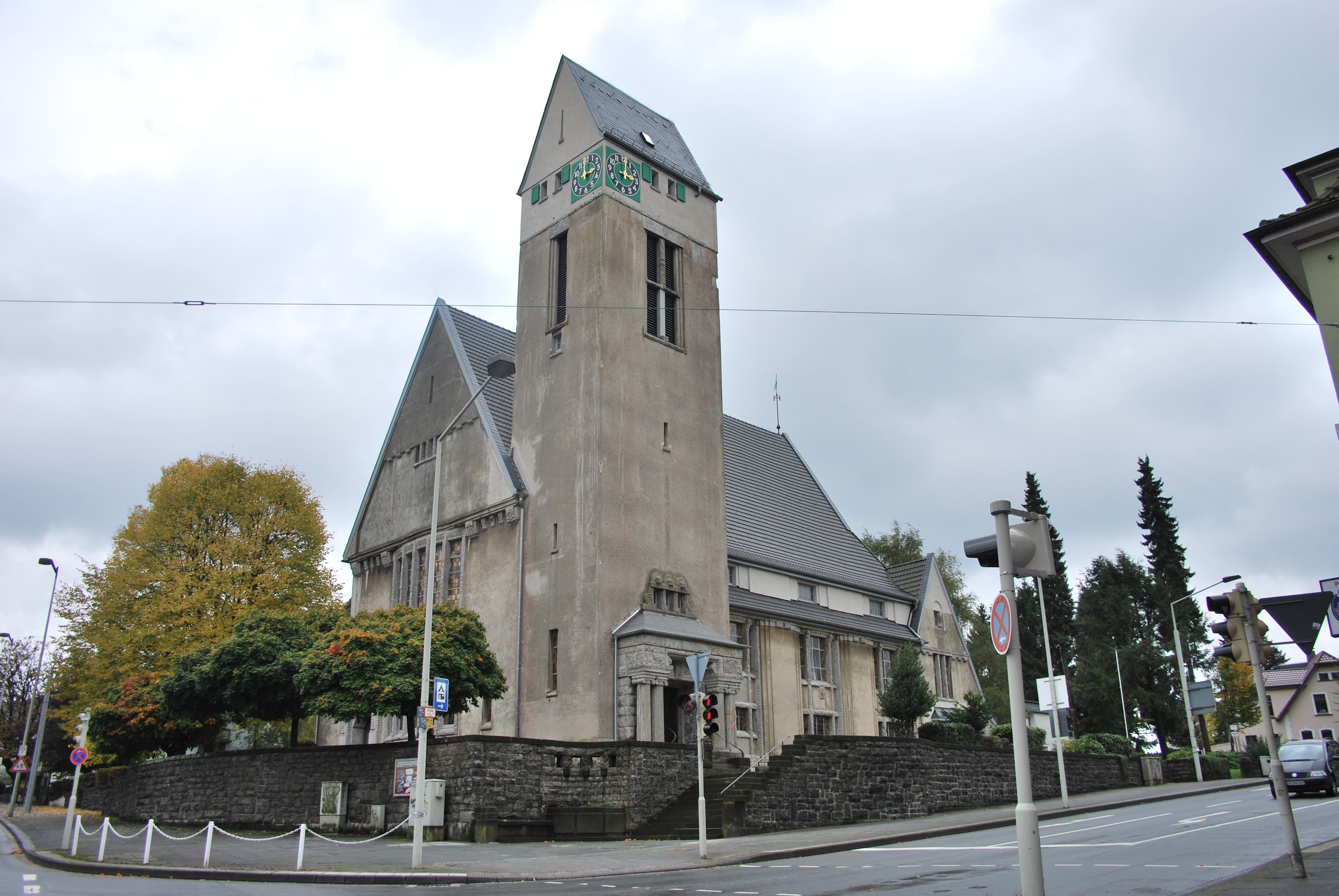
Dorper Kirche

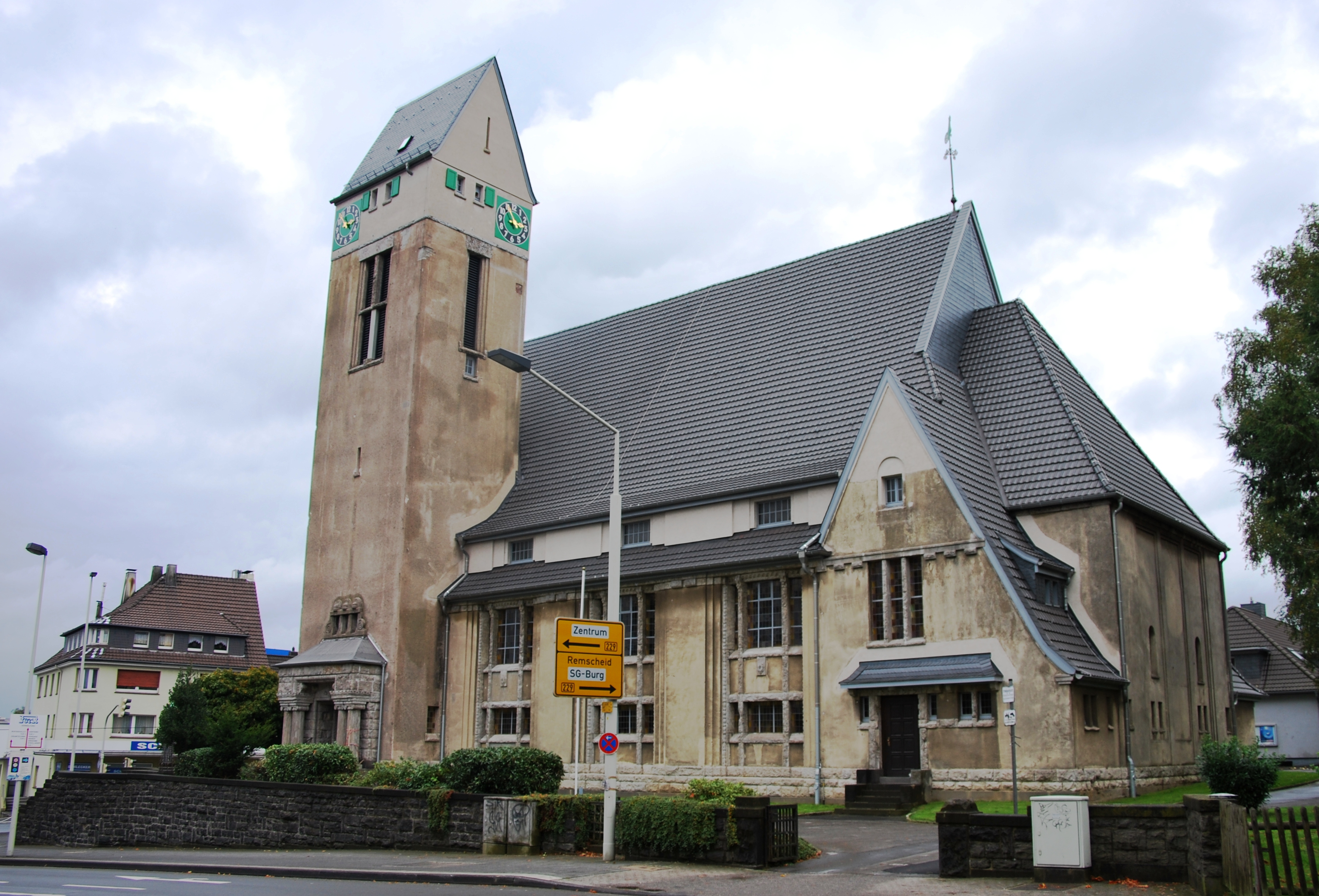
Dorper Kirche

Die Dorper Kirche ist eine evangelische Kirche im Stadtbezirk Burg/Höhscheid der bergischen Großstadt Solingen. Das nach einem Entwurf des Elberfelder Architekten Arno Eugen Fritsche erbaute Gotteshaus stellt eines der bedeutendsten Bauwerke des Jugendstils im Bergischen Land dar. Benannt wurde die Kirche nach der 1889 eingemeindeten Bürgermeisterei Dorp.
Die Kirche wird seit dem 7. Dezember 1998 in der Liste der Baudenkmäler in Solingen unter der Nummer 988 geführt.

## Geschichte

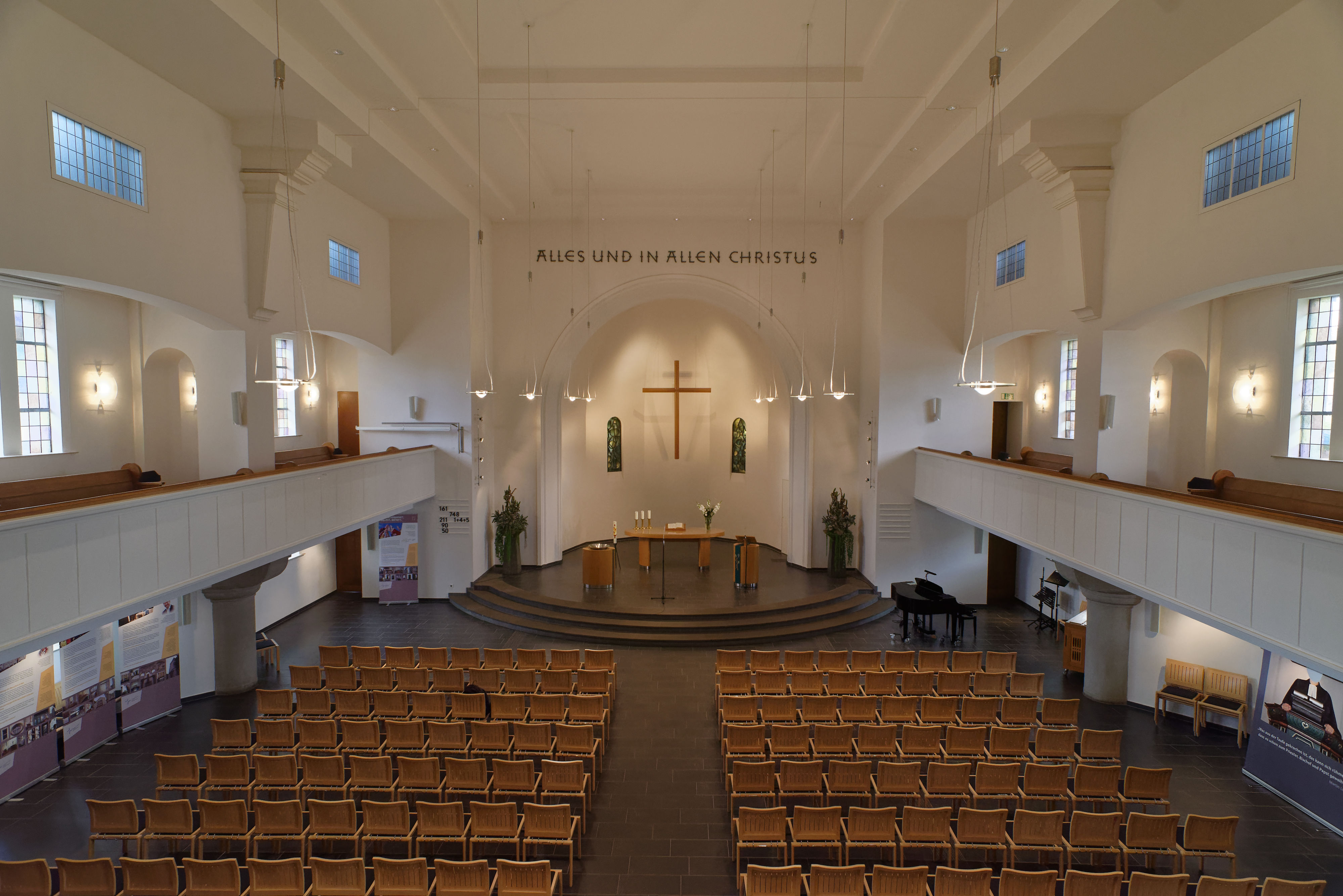
Innenansicht

Das Gebiet der heutigen Solinger Südstadt bis zur Krahenhöhe, das ursprünglich nur weilerartig durch einzelne Hofschaften besiedelt war, wurde in der Zeit wirtschaftlicher Blüte nach der Reichsgründung 1871 entlang der größeren Ausfallstraßen sukzessive geschlossen bebaut. Neue Wohngebiete entstanden rund um die Krahenhöhe und um den Böckerhof. Die anwachsende Bevölkerung in den neu entstandenen Ortsteilen südlich der Solinger Innenstadt veranlasste die evangelische Kirchengemeinde, zu Beginn des 20. Jahrhunderts in dem Gebiet auch eine Kirche zu errichten. Als Standort wurde der Wohnplatz Maushöhe gewählt, in unmittelbarer Nähe zum dort bereits seit 1881 gelegenen evangelischen Friedhof mit seiner 1903 errichteten Friedhofskapelle, die ebenfalles durch den Architekten Arno Eugen Fritsche entworfen worden war. Die Grundsteinlegung für die moderne Hallenkirche in den Formen des ausklingenden Jugendstils erfolgte am 10. März 1913. Ein Jahr später, am 19. Mai 1914, konnte das Bauwerk feierlich eingeweiht werden.
Im Zweiten Weltkrieg wurde das Gebäude bei dem Luftangriff am 4. November 1944 auf Solingens Südstadt schwer beschädigt. Durch Witterungseinflüsse nahm der Kirchenbau anschließend weitere Schäden. Ab 1948 folgten einige notdürftige Reparaturen. Mit dem Wiederaufbau der Kirche wurde 1949 der Architekt Wilhelm Schrader beauftragt. Nach einer völligen Umgestaltung des Kircheninnenraums konnte die erneuerte Dorper Kirche am 15. März 1953 wieder in Nutzung genommen werden. 
Zu Beginn der 2000er Jahre war der bauliche Zustand der Kirche so kritisch, dass eine Schließung des Gotteshauses diskutiert wurde. Zur Rettung der Dorper Kirche gründete sich im Jahr 2004 ein Förderverein, der Geld für die Restaurierung des Gebäudes sammelte. In den Jahren 2005 bis 2008 wurden schließlich umfangreiche Restaurierungsarbeiten durchgeführt. Bereits im Jahr 2007 wurde die Kirche wiedereröffnet.

## Ausstattung
Im ursprünglichen Bauzustand waren der Altar, die Kanzel und die Orgel linear ansteigend hintereinander angeordnet.

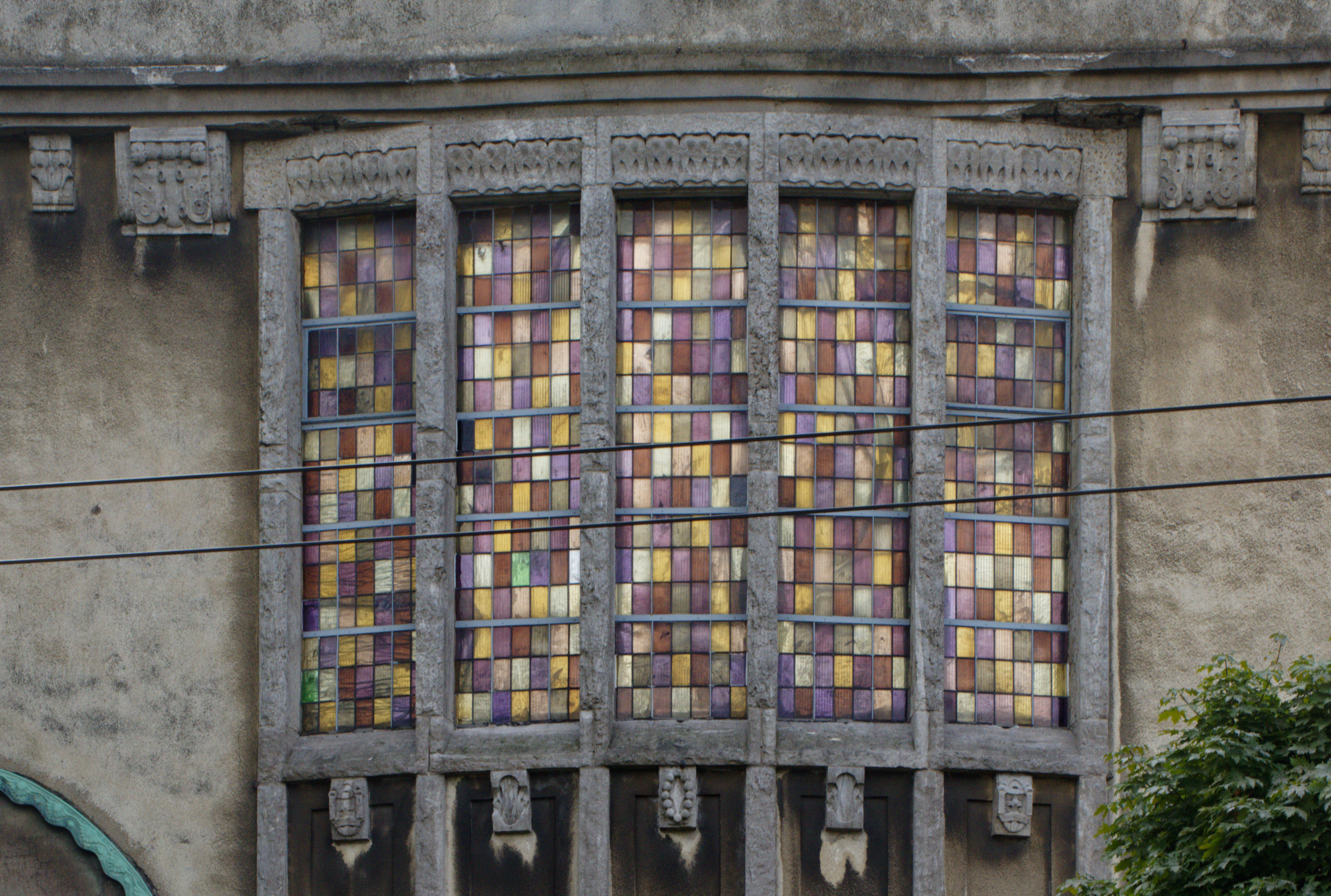
Fenster

Als Ersatz für die im Zweiten Weltkrieg zerstörten Fenster wurden neue Bleiglasfenster in der Düsseldorfer Glasmalereiwerkstatt Derix in Auftrag gegeben und 1953 installiert.

### Orgel

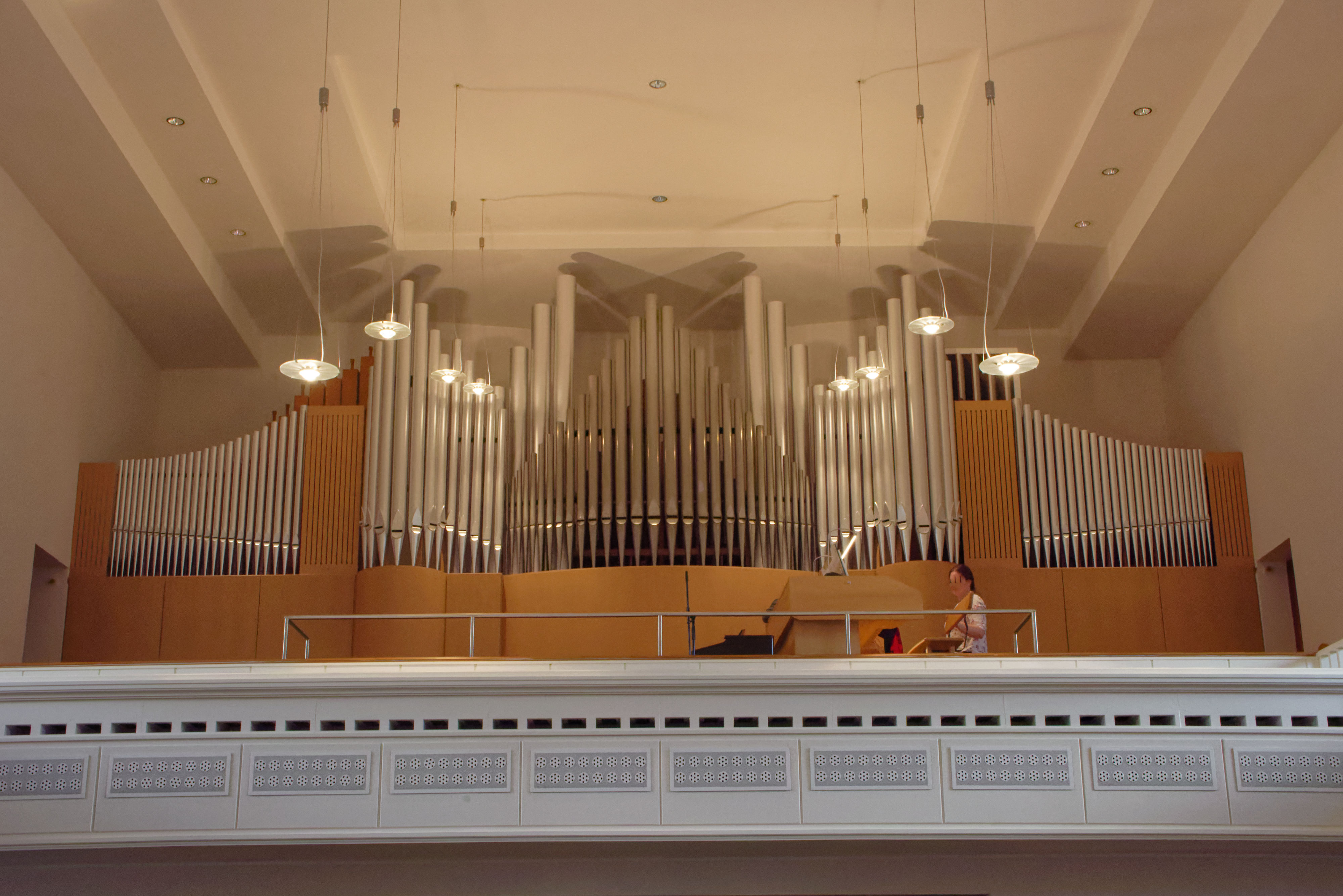
Orgel

Die Orgel wurde in den Jahren 1954 und 1962 von dem Orgelbauer Weyland erbaut, und 1979 und 1989 von der Orgelbaufirma E.F. Walcker & Cie umgebaut. Das Schleifladen-Instrument hat 30 Register (2.152 Pfeifen) auf zwei Manualen und Pedal. Die Spiel- und Registertrakturen sind elektrisch.
| I Hauptwerk C– |       |
| Gedacktpommer  | 16′   |
| Principal      | 8′    |
| Gemshorn       | 8′    |
| Gedacktflöte   | 8′    |
| Octave         | 4′    |
| Rohrflöte      | 4′    |
| Nasard         | 2 ⁄3′ |
| Spillpfeife    | 2′    |
| Mixtur IV-VI   | 1 ⁄3′ |
| Trompete       | 8′    |
| Rohrschalmei   | 4′    |

| II Nebenwerk C– |      |
| Quintadena      | 8′   |
| Holzflöte       | 8′   |
| Praestant       | 4′   |
| Blockflöte      | 4′   |
| Octave          | 2′   |
| Nachthorn       | 1′   |
| Sesquialtera II | 2⁄3′ |
| Terzzimbel III  | 1⁄6′ |
| Dulcian         | 16′  |
| Trichteregal    | 8′   |
| Tremulant       |      |

| III Pedalwerk C– |       |
| Principalbass    | 16′   |
| Subbass          | 16′   |
| Octavbass        | 8′    |
| Spitzflöte       | 8′    |
| Rohrflöte        | 4′    |
| Gambetta         | 2′    |
| Hintersatz IV    | 2 ⁄3′ |
| Zartpommer       | 16′   |
| Clarine          | 4′    |

- Koppeln: II/I, I/P, II/P

## Persönlichkeiten

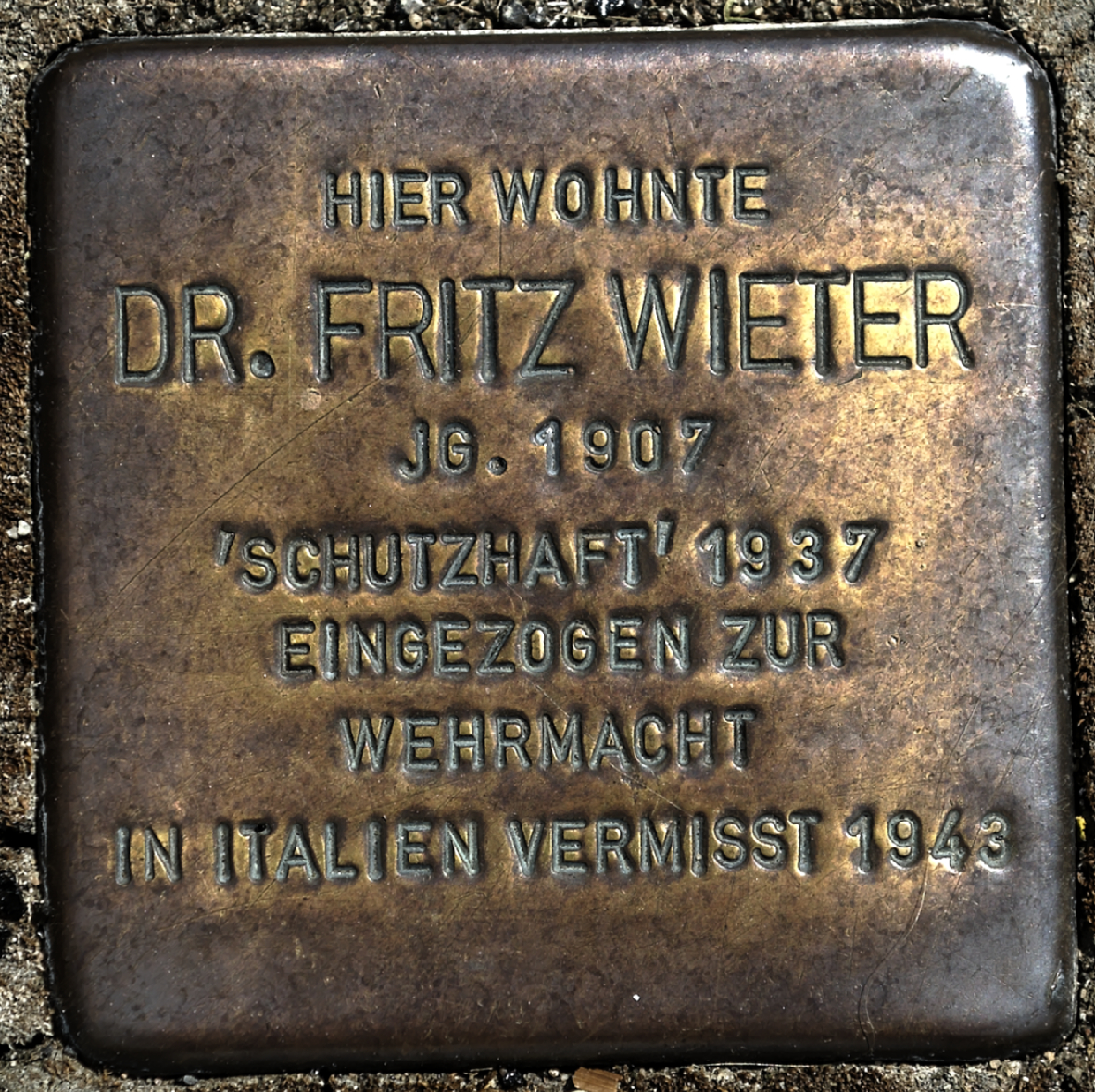
Stolperstein für Fritz Wieter

In der Kirche lebte und wirkte Dr. Fritz Wieter. Er wurde während der NS-Zeit 1937 in Schutzhaft genommen und war danach illegal für die Bekennende Kirche tätig. Er wurde am 25. Januar 1942 von der Gemeinde Solingen-Dorp zum Pfarrer gewählt. Er wurde zum Wehrdienst verpflichtet und ist seit dem 5. Mai 1943 in Italien vermisst. Für ihn wurde vor der Kirche ein Stolperstein verlegt.